# Liometopum
Liometopum is een geslacht van mieren uit de onderfamilie van de Dolichoderinae.

## Soorten
- L. apiculatum Mayr, 1870
- L. lindgreeni Forel, 1902
- L. luctuosum Wheeler, W.M., 1905
- L. microcephalum (Panzer, 1798)
- L. occidentale Emery, 1895
- L. orientale Karavaiev, 1927
- L. sinense Wheeler, W.M., 1921